# HD 9525
HD 9525 är en orange jätte i Bildhuggarens stjärnbild.
Stjärnan har visuell magnitud +5,49 och är synlig för blotta ögat vid god seeing.